# 860-869
De jaren 860-869 (van de christelijke jaartelling) zijn een decennium in de 9e eeuw.

## Meerjarige gebeurtenissen

### Kalifaat van de Abbasiden
- 861 : In het kalifaat breekt de Vijfde Fitna uit, een snelle opvolging van kaliefen.
- 869 : Deze periode wordt gevolgd door de Zanj rebellie, een opstand van Bantoe sprekende slaven.
- 868 : Ibn-Toeloen scheurt Egypte af van het Kalifaat.

### Byzantijnse Rijk
- 860 : Beleg van Constantinopel. Constantinopel wordt belegerd door de Russen
- 863 : Slag bij Lalakaon. De Byzantijnen onder leiding van generaal Petronas veroveren Melitene.
- 867 : Basileios I, stichter van de Macedonische dynastie, laat keizer Michaël III vermoorden.

### Rusland
- 862 : De Varjaag Rurik wordt zowel genoemd als grondlegger van wat nu Rusland en Oekraïne is, als ook de stamhouder van het Ruriken-vorstengeslacht dat Rusland tot 1598 bestuurde.

### Christendom
- Op grond van de Pseudo-isidorische decretalen claimt paus Nicolaas I wereldlijke en kerkelijke oppermacht.
- Kerstening: De broers Cyrillus en Methodius, de ontwerpers van het glagolitisch alfabet, kerstenen het Groot-Moravische Rijk (863). Patriarch van Constantinopel Photius I bekeert Boris I van Bulgarije (864).

### Europa
Frankische Rijk
- 863 : Karel van Provence sterft. Zijn rijk wordt verdeeld onder zijn twee broers Lodewijk II van Italië en Lotharius II met als grens de Rhône.

Engeland
- Nadat het elders in Europa al ervaring heeft opgedaan, landt het Grote Deense leger in het najaar van 865 in East Anglia. Aan het eind van 866 verovert het Groot heidens leger het Koninkrijk Northumbria.

### Lage Landen
- 864 : Het graafschap Vlaanderen wordt gesticht.

## Heersers

### Europa
- West-Francië: Karel de Kale (840/843-877)
  - Anjou: Robert de Sterke (853-866), Odo (866-898)
  - Aquitanië: Pepijn II (838-864), Karel het Kind (855-866), Lodewijk de Stamelaar (866-879)
  - Aragon: Galindo I Aznarez (844-867), Aznar II Galindez (867-893)
  - Auxerre: Koenraad I (859-863), Koenraad II (863-865), Hugo de Abt (865-886)
  - Barcelona: Humfried van Barcelona (858-864), Bernard van Gothië (865-878)
  - Lommegouw (Namen): Giselbert I (865-?)
  - Toulouse: Raymond I (852-863), Humfried van Barcelona (863-865), Bernard van Toulouse (865-874)
  - Tours: Robert de Sterke (853-866), Hugo de Abt (866-886)
  - Vlaanderen: Boudewijn I (864-879)
- Oost-Francië: Lodewijk de Duitser (840/843-876)
  - Beieren: Karloman (865-880)
- Spanje:
  - Asturië: Ordoño I (850-866), Alfonso III (866-910)
    - Portugal: Vimara Peres (868-873)

  - Navarra: García Íñiguez (851-870)
  - Omajjaden (Córdoba): Mohammed I (852-886)
- Groot-Brittannië
  - Gwynedd: Rhodri Mawr (844-878)
  - Mercia: Burgred (852-874)
  - Northumbria: Osberht (858-862), Aelle (862-867), Osberht (867)
  - Schotland: Donald I (858-862), Constantijn I (862-877)
  - Wessex: Æthelbald (855-860), Æthelberht (860-865), Æthelred (865-871)
- Italië:
  - keizer: geen
  - Italië: Lodewijk II (844-875
  - Bari: Sawdan (856-871)
  - Benevento: Adelchis (854-878)
  - Spoleto: Wido I (842-860), Lambert I (860-871)
  - Venetië (doge): Pietro Tradonico (837-864), Orso I Partecipazio (864-881)
- Balkan:
  - Bulgarije: Boris I (853-889)
  - Byzantijnse Rijk: Michaël III (842-867), Basileios I (867-886)
  - Servië - Vlastimir (836-863), Mutimir (863-890)
- Oost-Europa:
  - Moravië: Ratislav (846-870)
  - Novgorod: Rurik (863-879)
- Bretagne: Salomon (857-874)
- Denemarken: Horik II (854-873)
- Lotharingen: Lotharius II (855-869)
- Provence: Karel (855-863), Lodewijk II van Italië (863-875)

### Azië
- Abbasiden (kalief van Bagdad): Al-Mutawakkil (847-861), Al-Muntasir (861-862), Al-Musta'in (862-866), Al-Mu'tazz (866-869), Al-Muhtadi (869-870)
- China (Tang): Yizong (859-873)
- India
  - Pallava: Nandivarman III (846-869), Nrpatungavarman (869-880)
  - Rashtrakuta: Amoghavarsha (814-878)
- Japan: Seiwa (858-876)
- Perzië
  - Saffariden: Ya'qub ibn Layth (861-879)
  - Samaniden: Saman Khoda (819-864), Nasr I (864-892)
- Silla (Korea): Heonan (857-861), Gyeongmun (861-875)
- Tibet: Ösung (ca. 846-893)

### Afrika
- Idrisiden (Marokko): Yahya ibn Mohammed (848-864), Yahya ibn Yahya (864-874)
- Ifriqiya (Tunesië, Aghlabiden): Ahmad ibn Muhammad (856-863), Ziyadat Allah II (863), Muhammad II ibn Ahmad (863-875)
- Rustamiden (Algerije): Abu Sa'id Aflah (823-872)

### Religie
- paus: Nicolaas I (858-867), Adrianus II (867-872)
- patriarch van Alexandrië (Grieks): Sofronius I (841-860), Michaël I (860-870)
- patriarch van Alexandrië (koptisch): Sjenoeda I (859-880)
- patriarch van Antiochië (Grieks): Theodosius I (852-860), Nicolaas II (860-879)
- patriarch van Antiochië (Syrisch): Johannes III (846-873)
- patriarch van Constantinopel: Photios I (858-867), Ignatius I (867-877)
- imam (sjiieten): Ali ibn Muhammad (835-868), Hasan ibn Ali (868-874)

<< · 860 · 861 · 862 · 863 · 864 · 865 · 866 · 867 · 868 · 869 · >>
<< · 800-809 · 810-819 · 820-829 · 830-839 · 840-849 · 850-859 · 860-869 · 870-879 · 880-889 · 890-899 · >>